# Sigrid Klebba

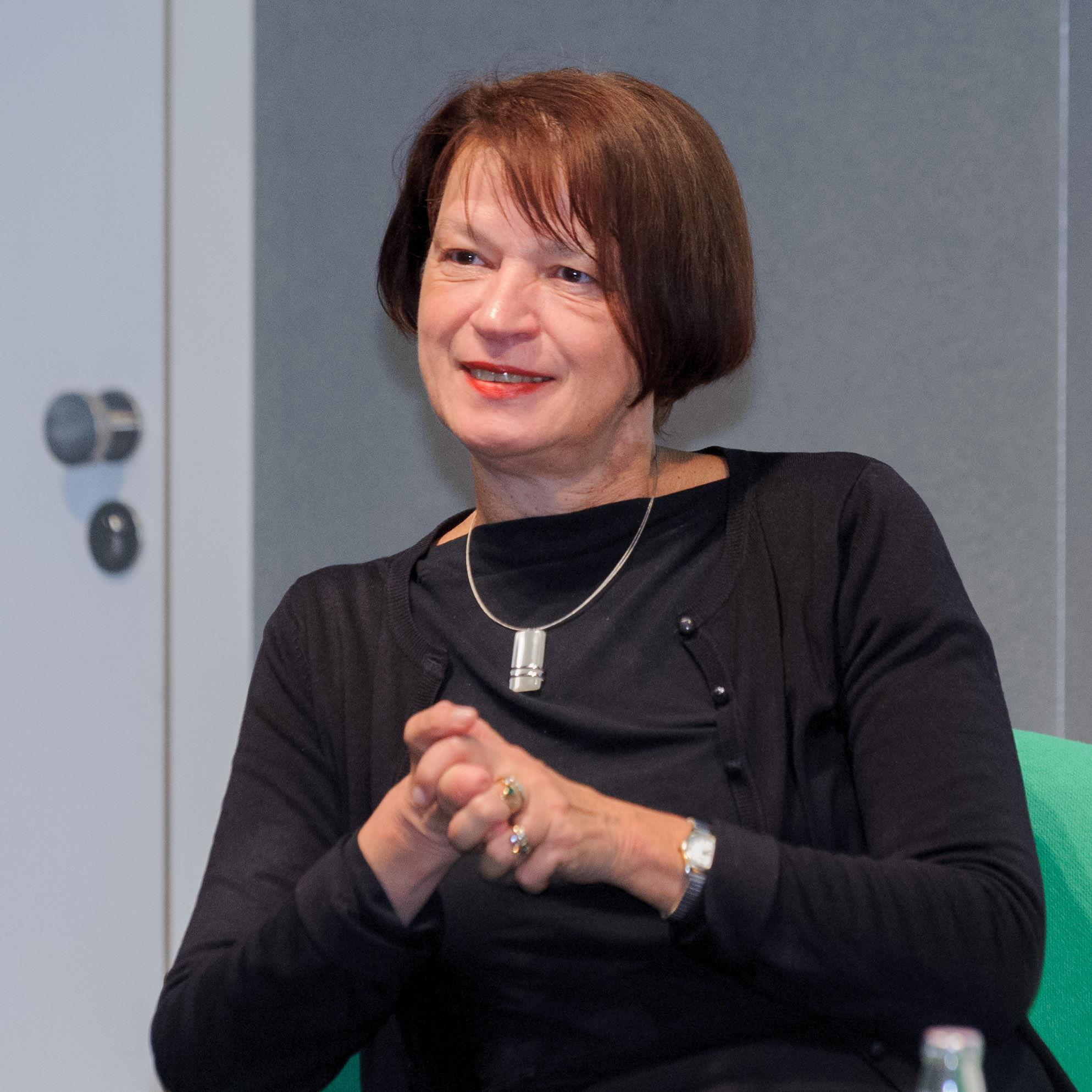
Sigrid Klebba, 2012

Sigrid Klebba (* 10. Oktober 1955 in Schwäbisch Gmünd) ist eine deutsche Sozialarbeiterin, Politikerin und politische Beamtin (SPD). Sie war Dezember 2011 bis Dezember 2021 Staatssekretärin in der Berliner Senatsverwaltung für Bildung, Jugend und Familie.

## Leben und Beruf
Klebba wuchs in Schwäbisch Gmünd auf. Nach dem im Jahr 1974 abgelegten Abitur absolvierte sie eine Ausbildung zur Sozialarbeiterin an der Katholischen Fachhochschule Nordrhein-Westfalen in Aachen. Im Jahr 1977 zog sie nach Berlin und trat dort 1978 in das Berufsleben ein. In den folgenden Jahren war sie bei Jugendämtern in Kreuzberg, Wedding und Treptow-Köpenick tätig, zuletzt als Leitungskraft im Sozialpädagogischen Dienst von Treptow-Köpenick. In den Jahren 2010 bis 2011 war sie Abteilungsleiterin in der Senatsverwaltung für Bildung, Wissenschaft und Forschung.
Sigrid Klebba ist verheiratet und hat zwei erwachsene Kinder.

## Politik
Klebba trat im Jahr 1976 in die SPD ein und engagierte sich nach ihrem Umzug nach Berlin ab 1977 in der Kreuzberger SPD. Sie nahm verschiedene Parteiämter wahr, bis hin zur stellvertretenden Kreisvorsitzenden. Von 1995 bis 2001 war sie Mitglied der Bezirksverordnetenversammlung, dort jugendpolitische Sprecherin und Vorsitzende des Jugendhilfeausschusses. 
In den Jahren 2001 bis 2006 war sie Bezirksstadträtin für Jugend, Familie und Sport in Friedrichshain-Kreuzberg und danach bis 2009 Bezirksstadträtin für Finanzen, Bildung, Kultur und Sport.
Im Dezember 2011 wurde Klebba zu einer von drei Staatssekretären in der von Sandra Scheeres geführten Senatsverwaltung für Bildung, Jugend und Wissenschaft (seit Dezember 2016 Senatsverwaltung für Bildung, Jugend und Familie) ernannt. Sie war dort zuständig für die Bereiche Jugend und Familie. Im Zuge der Bildung des Senats Giffey schied sie im Dezember 2021 aus dem Amt aus.